# 강진 백련사 원구형부도
강진 백련사 원구형부도(康津 白蓮寺 圓球形浮屠)는 대한민국 전라남도 강진군 도암면 만덕리 백련사에 있는 고려시대의 사리탑이다. 1999년 11월 20일 전라남도의 유형문화재 제223호로 지정되었다.

## 개요
백련사 한켠에 자리하고 있는 사리탑으로, 사리의 주인공에 대해서는 알려지지 않고 있다.
탑은 네모난 기단(基壇)위로 공 모양을 한 탑신(塔身)을 올린 모습이다. 특히 탑신의 맨 윗부분에 연꽃무늬를 둔 구슬띠를 새겨 놓아 시선을 모은다.
이 절내에서 연대가 가장 오래된 것으로, 양식적으로도 특이한 기법을 보이고 있는 고려시대의 작품이다.

## 참고 문헌
- 강진백련사원구형부도 - 국가유산청 국가유산포털